# Tomaž Marušič
Tomaž Marušič, slovenski odvetnik in politik, * 19. maj 1932, Solkan, † 16. februar 2011.
Med 27. februarjem 1997 in 7. junijem 2000 je bil minister za pravosodje Republike Slovenije.